# Michail Nikolajewitsch Bujanowski
Michail Nikolajewitsch Bujanowski (russisch Михаил Николаевич Буяновский; * 4. Oktober 1891 in Sankt Petersburg; † 1966) war ein russischer Hornist und Musikprofessor, der Vater von Witali Bujanowski.
Michail Bujanowski wurde in einer Musikerfamilie geboren. Der Vater von Bujanowski war ein Flötist. Michail studierte am Sankt Petersburger Konservatorium. Er war Schüler von Jean Taam. Nach seiner Ausbildung war Bujanowski Solohornist im Orchester des Staatlichen Akademischen Opern- und Balletttheaters von 1913.
Außerdem war er Professor für Horn am Leningrader Konservatorium. Viele bekannte russische Hornisten waren Schüler von Michail Bujanowski einschließlich seines Sohnes Witali Bujanowski. Er ist auch Autor einer Reihe von Bearbeitungen für das Waldhorn.